# Ормизд Сакастанский
Хормизд из Сакастана — сасанидский князь, организовавший восстание в Сакастане и его окрестностях.
Был сыном сасанидского принца Шапура Мишаншаха, бывшего сыном шаха Шапура I. Матерью Ормизда была царица Денаг, которая также имела сыновей и дочерей Хормииздага, Одабахта, Бахрама, Шапура, 
Пероза и Шапурдухтак. В 260 году его отец умер, на посту губернатора его сменила Денаг. В 274 году Ормизд был назначен губернатором Сакастана и его окрестностей. Через три года, когда на престол взошел его двоюродный брат Бахрам II, женой нового шаха стала Шапурдухтак.
Около 281 г. Ормизд поднял восстание против Бахрама II, заручившись поддержкой Восточного Ирана, в том числе жители Гиляна. Восстание было окончательно подавлено в 283 году, вскоре Ормизд был казнён. Новым губернатором стал Бахрам III.